# تكاملية برازيلية

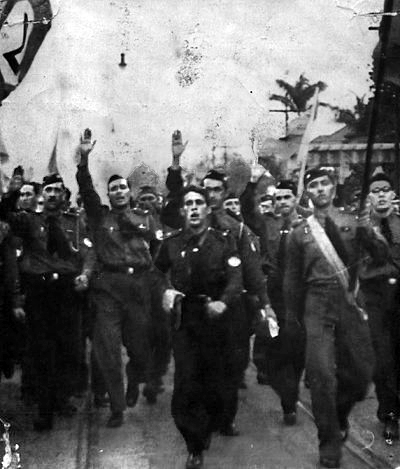

لافتة

كانت التكاملية البرازيلية (بالبرتغالية: integralismo) حركة سياسية قومية مدنية فاشية في البرازيل، تأسست في أكتوبر 1932. تبنت الحركة، التي أسسها وقادها بلينيو سالغادو، وهو شخصية أدبية عُرف بمشاركته في أسبوع الفن الحديث لعام 1922، بعض خصائص الحركات الجماهيرية الأوروبية في ذلك الوقت، ولا سيما الفاشية الإيطالية، مع الابتعاد عن النازية لعدم تأييد سالغادو للعنصرية. على الرغم من شعار الحركة «اتحاد جميع الأعراق وجميع الشعوب»، فإن بعض الأعضاء يحملون آراء معادية للسامية. كان اسم الحزب الذي أُنشئ لدعم ذلك المذهب هو حركة التكامليين البرازيليين (بالبرتغالية: Ação Integralista Brasileira، الاختصار: AIB). عكست الإشارة إلى تسمية التكاملية حركة تقليدوية في البرتغال، وهي التكاملية اللوسيتانية. استعمل الحزب راية ذات قرص أبيض على خلفية زرقاء ملكية، مع وجود علامة سيجما (Σ) بخط عريض في منتصفها.

## السمات
كانت التكاملية، في شكلها الخارجي، مشابهة للفاشية الأوروبية: فهي منظمة شبه عسكرية، يرتدي أنصارها قمصان خضراء، ولها قوات نظامية، ومظاهرات شديدة التنظيم، وخطاب مناهض للماركسية والليبرالية. مع ذلك، اختلفت التكاملية، بشكل ملحوظ، عن الفاشية الأوروبية في أيديولوجيا محددة: فقد فسر سالغادو، وهو كاتب غزير الإنتاج قبل تحوله إلى زعيم سياسي، التاريخ البشري، في عمومه، على أنه تعارض بين «المادية»- التي فهمها على أنها العمل المعتاد للقوانين الطبيعية، والموجه بحتمية غير هادفة- و«الروحية»: وهي تعني الإيمان بالإله، وبخلود النفس، وبجعل الوجود الشخصي مرهونًا بأهداف أبدية عليا. دعا سالغادو، بناء على ذلك، إلى تسخير المصلحة الفردية لقيم مثل الرأفة والتضحية بالنفس والاهتمام بالآخرين. بالنسبة لسالغادو، فإن التاريخ البشري مكون من النضال الأبدي للروح البشرية ضد قوانين الطبيعة، وهو ما عبُر عنه في المجتمع الإلحادي الحديث بصورة النضال بين الليبرالية والاشتراكية، بحيث تكون الاشتراكية هي المنافسة الرأسمالية التي أدت في نهاية المطاف إلى اندماج رؤوس الأموال الخاصة في اقتصاد واحد تملكه الدولة. نتيجة لذلك، فضل التكامليون القومية باعتبارها هوية روحية مشتركة، وذلك في سياق أمة غير متجانسة يسودها التسامح ومتأثرة «بالفضائل المسيحية»، وتُفرض هذه الفضائل عمليًا من خلال حكومة تسلطية تفرض نشاطًا سياسيًا إلزاميًا بتوجيه من قائد معترف به.
كان التكامليون أشبه، إلى حد ما، بأنصار حركة البلوشرتز الأيرلندية المعاصرة، الذين كانوا، مثلهم تمامًا، ثوريين روحيًا، وجزءًا من حركة فينيان وجماعة الإخوان الجمهوريين الأيرلنديين، وهما المنظمتان الإرهابيتان اللتان أُدينتا من قبل الأساقفة الكاثوليك الأيرلنديين أكثر من مرة وطردهم البابا بيوس التاسع من الكنيسة في 12 أكتوبر 1869 و12 يناير 1870. على وجه الخصوص، استمد التكامليون الدعم من ضباط الجيش، ولا سيما من القوات البحرية البرازيلية.
نظرًا لأن التكاملية كانت حركة جماهيرية، فقد كانت هناك اختلافات واضحة في الأيديولوجيا بين قادتها، وذلك تحت تأثير مختلف الحركات الدولية الفاشية وشبه الفاشية المعاصرة، كما في قضية معاداة السامية. كان سالغادو معارضًا لمعاداة السامية. اشتهر غوستافو باروسو، رئيس الحزب بعد سالغادو، بآرائه المتشددة المعادية للسامية، وأصبح معروفًا لكونه مؤلف الترجمة البرتغالية الأولى لوثيقة بروتوكولات حكماء صهيون، وهي الترجمة الوحيدة حتى الآن، وكان أيضًا مؤلفًا لأعمال معادية للسامية من تأليفه الخاص مثل كتاب (اليهودية، والماسونية، والشيوعية: المعابد في ساو باولو). أدى ذلك إلى حدوث انشقاقين خطرين على الأقل في الحركة: أحدهما في عام 1935، والآخر في عام 1936، عندما كاد سالغادو أن يتخلى عن قيادة الحركة.
كانت «الثورة الداخلية» أو «ثورة النفس» أحد أهم المبادئ في حياة التكاملي، والتي من خلالها يُشجع الإنسان على التوقف عن التفكير في نفسه فقط، والبدء بدلًا من ذلك بالاندماج في فكرة الأسرة التكاملية الكبيرة، بحيث تصبح متحدة مع الوطن، مع التخلي أيضًا عن القيم الأنانية و«الشريرة».

## الإرث وأعمال القمع
عندما أسس جيتوليو فارجاس سلطات دكتاتورية كاملة في عهد الدولة الجديدة عام 1937، انقلب ضد الحركة التكاملية. رغم دعم حركة التكامليين البرازيليين تحول فارجاس إلى اليمين المتشدد، فإن سالغادو كان مفرطًا في الطموح، مع تطلعات رئاسية علنية هددت قبضة فارجاس على السلطة. في عام 1938، بذل التكامليون محاولة أخيرة للوصول إلى السلطة، بالهجوم على قصر غوانابارا أثناء الليل، ولكن قوات الشرطة والجيش وصلت في اللحظات الأخيرة، وانتهى القتال المسلح الذي أعقب ذلك بسقوط نحو عشرين ضحية. دُعيت هذه المحاولة بـ«انقلاب البيجاما» التكاملي.
تفككت حركة التكامليين البرازيليين بعد ذلك الفشل في عام 1938، وفي عام 1945، عندما انتهت دكتاتورية فارجاس، أسس سالغادو حزب التمثيل الشعبي، الذي حافظ على التكاملية، ولكن من دون الزي الرسمي، والتحيات، والإشارات، والعلامات. تفرقت مختلف القيادات السياسية التي نشأت في أحضان التكاملية إلى مواقف أيديولوجية مختلفة خلال الصراعات السياسية اللاحقة. شارك بعض الأعضاء السابقين الذين احتفظوا بعلاقات مع اليمين السياسي في الانقلاب العسكري عام 1964 الذي أطاح بالرئيس جواو غولار. ارتبط كذلك تكامليون سابقون في ما بعد باليسار، مثل سانتياغو دانتاس وزير خارجية غولار، والأسقف الكاثوليكي هيلدر كامارا.

## التكامليون والدكتاتورية العسكرية (1964-1985)
تولى التكامليون والتكامليون السابقون مجموعة من المناصب داخل النظام الدكتاتوري العسكري اليميني الذي أعقب انقلاب عام 1964. انضم بلينيو سالغادو إلى تحالف النهضة الوطنية الموالي للجيش. كان أوغوستو راديميكر ومارسيو ميلو، تكامليون سابقون، عضوين في الخونتا العسكرية المكونة من ثلاثة أعضاء، والتي حكمت البرازيل لفترة وجيزة في عام 1969، أثناء الانتقال من الحكومة العسكرية الثانية (حكومة أرتور دا كوستا إي سيلفا) إلى الحكومة الثالثة (حكومة إميليو غاراستازو ميديسي). كان ريدميكر أيضًا نائبًا للرئيس في الحكومة العسكرية الثالثة. اعتُبِر ريدميكر، على نحو عام، أحد أكثر كبار ضباط الجيش اليمينيين المعاصرين تشددًا. شغل كثيرون من التكامليين السابقين في الجيش مناصب حكومية في الإدارتين العسكريتين الثانية والثالثة، ويُعتقد عادة أنهم منحازين إلى القطاعات المتشددة في الجيش. من ناحية أخرى، كان هيلدر كامارا، وهو أيضًا تكاملي سابق، يُعتبر في ذلك الوقت أشهر المعارضين للنظام.